# 콘크리트 슬래브

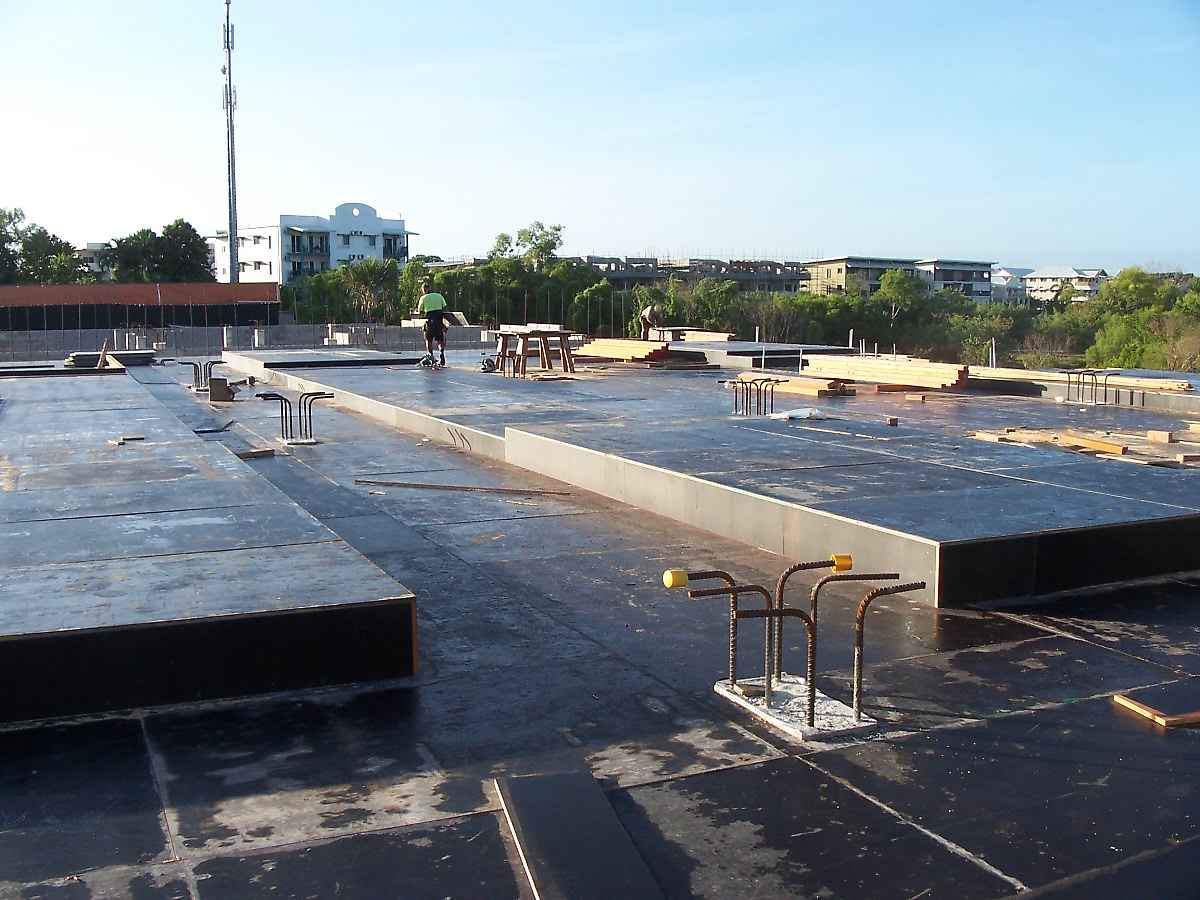
콘크리트 슬래브

콘크리트 슬래브(concrete slab)는 건축에서 구조물의 바닥이나 천장을 구성하고 있는 판 형상의 구조 부재(cast concrete)를 말한다.

## 같이 보기
- 거푸집
- 프리캐스트 콘크리트
- 철근 콘크리트
- 철근